# 1473 Ounas
Az 1473 Ounas (ideiglenes jelöléssel 1938 UT) a Naprendszer kisbolygóövében található aszteroida. Yrjö Väisälä fedezte fel 1938. október 22-én, Turkuban.